# Tetraglenes somaliensis
Tetraglenes somaliensis là một loài bọ cánh cứng trong họ Cerambycidae.